# Руді Телве
Руді Телве (нід. Rudi Telwe) — індонезійський футболіст, нападник.

## Життєпис
На початку 1937 року Телве перейшов у футбольний клуб ГБС з міста Сурабая, до цього нападник виступав за одну з команд Маланга. Наприкінці травня 1938 року Рюді був викликаний у збірну Голландської Ост-Індії і вирушив з командою в Нідерланди. Він був одним з сімнадцяти футболістів, яких головний тренер збірної Йоганнес Христоффел Ян ван Мастенбрук вибрав для підготовки до чемпіонату світу у Франції. 
На початку червня збірна вирушила на мундіаль, який став для Голландської Ост-Індії та Індонезії першим в історії. На турнірі команда зіграла одну гру в рамках 1/8 фіналу, в якому вона поступилася майбутньому фіналісту турніру Угорщині (0:6). Телве не взяв участі в цьому матчі.